# Pygostrangalia castaneonigra
Pygostrangalia castaneonigra är en skalbaggsart som först beskrevs av J. Linsley Gressitt 1935.  Pygostrangalia castaneonigra ingår i släktet Pygostrangalia och familjen långhorningar. Inga underarter finns listade i Catalogue of Life.